# Michał Maksymilian Borwicz
Michał Maksymilian Borwicz, als Maksymilian Boruchowicz (geboren 11. Oktober 1911 in Krakau, Österreich-Ungarn; gestorben 31. August 1987 in Paris) war ein polnisch-französischer Holocaustforscher.

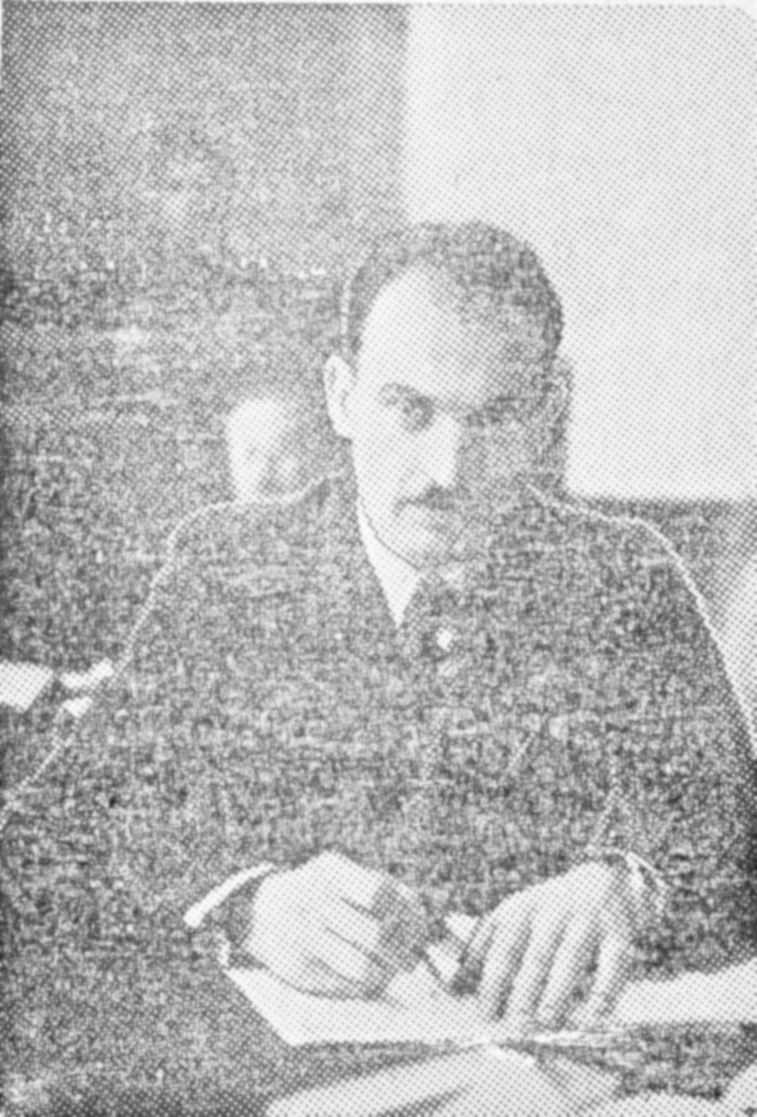
Michał Maksymilian Borwicz (1946)

## Leben
Maksymilian Boruchowicz stammte aus einer säkularisierten jüdischen Familie, in der kein Jiddisch mehr gesprochen wurde. Er studierte Philosophie an der Jagiellonen-Universität in Krakau, erlangte aber keinen akademischen Grad. Er veröffentlichte in den 1930er Jahren mehrere literarische Arbeiten, darunter einen Roman.
Nach der deutsch-sowjetischen Eroberung Polens 1939 geriet er in das sowjetisch kontrollierte Ostpolen und nach dem deutschen Überfall auf die Sowjetunion unter die deutsche Besatzung. Im Oktober 1942 wurde er im Zwangsarbeitslager Lemberg-Janowska inhaftiert. Er konnte im September 1943 fliehen und schloss sich als Michał Borwicz der polnischen Heimatarmee an. In der Armia Krajowa übernahm er das Kommando einer bewaffneten Einheit.
Schon vor Kriegsende arbeitete er mit Nella Rost und Joseph Wulf in Krakau für die Jüdische Historische Kommission Polens, für die Józef Kermisz, Philip Friedman, Nachman Blumental, sowie Abba Kovner, im August 1944 in Lublin die Initiative ergriffen hatten. Im Krakauer Prozess gegen Amon Göth waren er und Blumental die Berichterstatter für die jüdischen Zeugen.
Borwicz und Wulf kehrten von einer Reise im Auftrag des Instituts nach Schweden Anfang 1947 nicht mehr nach Polen zurück, da sie sich von der politischen Entwicklung in Polen bedroht sahen. im Juni waren sie nach Paris weitergereist und hielten dort Vorträge, in denen sie die Verfälschung der Geschichte des zionistischen Widerstands durch die polnischen Kommunisten zugunsten eines von der kommunistischen Ideologie geforderten proletarischen Widerstands kritisierten. In dieser Zeit verfeindeten sich Borwicz und Wulf auf Dauer, noch 1966 verfolgte er Wulf mit einer Schmähschrift, der als freier Holocaustforscher nach West-Berlin gezogen war und damit Borwicz aus dem Weg ging.
Borwicz schloss sich der sozialistischen Arbeiterpartei an und studierte an der Sorbonne Soziologie, die ihn 1953 promovierte. In den folgenden Jahren erschienen von ihm zahlreiche Untersuchungen zur deutschen Judenvernichtungspolitik und zum jüdischen Widerstand, er gewann aber keinen Zutritt zur etablierten akademischen Wissenschaft. Er wurde zu einer markanten Figur der polnischen Exilgemeinschaft in Paris. Borwicz ließ keine Auseinandersetzung aus und bewies noch 1984 dem 1936 geborenen jüdischen Exilpolen Marek Halter, dass sein autobiografischer Roman La mémoire d'Abraham an einigen Stellen dramatisiert sei.

## Schriften
in polnischer Sprache
- Brzozowski i Malraux. Essay. Lwów 1937
- Fizjologia rozpaczy i nihilizmu. Kraków 1937
- Miłość i rasa. Roman, Kraków 1938
- Uniwersytet zbirów. Studie, Kraków 1946 [Universität der Henker]
- Literatura w obozie. Essay, Kraków 1946
- Ze śmiercią na ty. Z glosami St. Dobrowolskiego i Lucjana Motyki. Roman, Warszawa : Spółdz. Wydawn. Wiedza 1946
- (Hrsg.): "Piesn ujdzie calo ..." : Antologia wierzszy o zydach pod okupacja niemiecka. Warszawa : Centralna zydowska komisja historyczna przy C. K. zydow w Polsce 1947
- Bigos hultajski p. J. Wulfa alias Tomcia. Paris : Michał Borwicz 1966

in französischer Sprache
- Écrits des condamnés à mort sous l'occupation  allemande. Paris : Gallimard, 1954  [Dissertation 1953]
- 1000 ans de la vie juive en Pologne. Paris 1955
- Aryan Papers. 3 Bände. Buenos Aires 1955
- L'insurrection du ghetto de Varsovie. Paris : Julliard, 1966
- El ghetto de Varsovia. Vilassar de Mar : Oikos Tau, 1992
- Vies interdites. Paris : Casterman, 1969
- Le cas de Marek Halter. Paris : Impr. IMPO, 1984